# Praça da Ribeira (Porto)

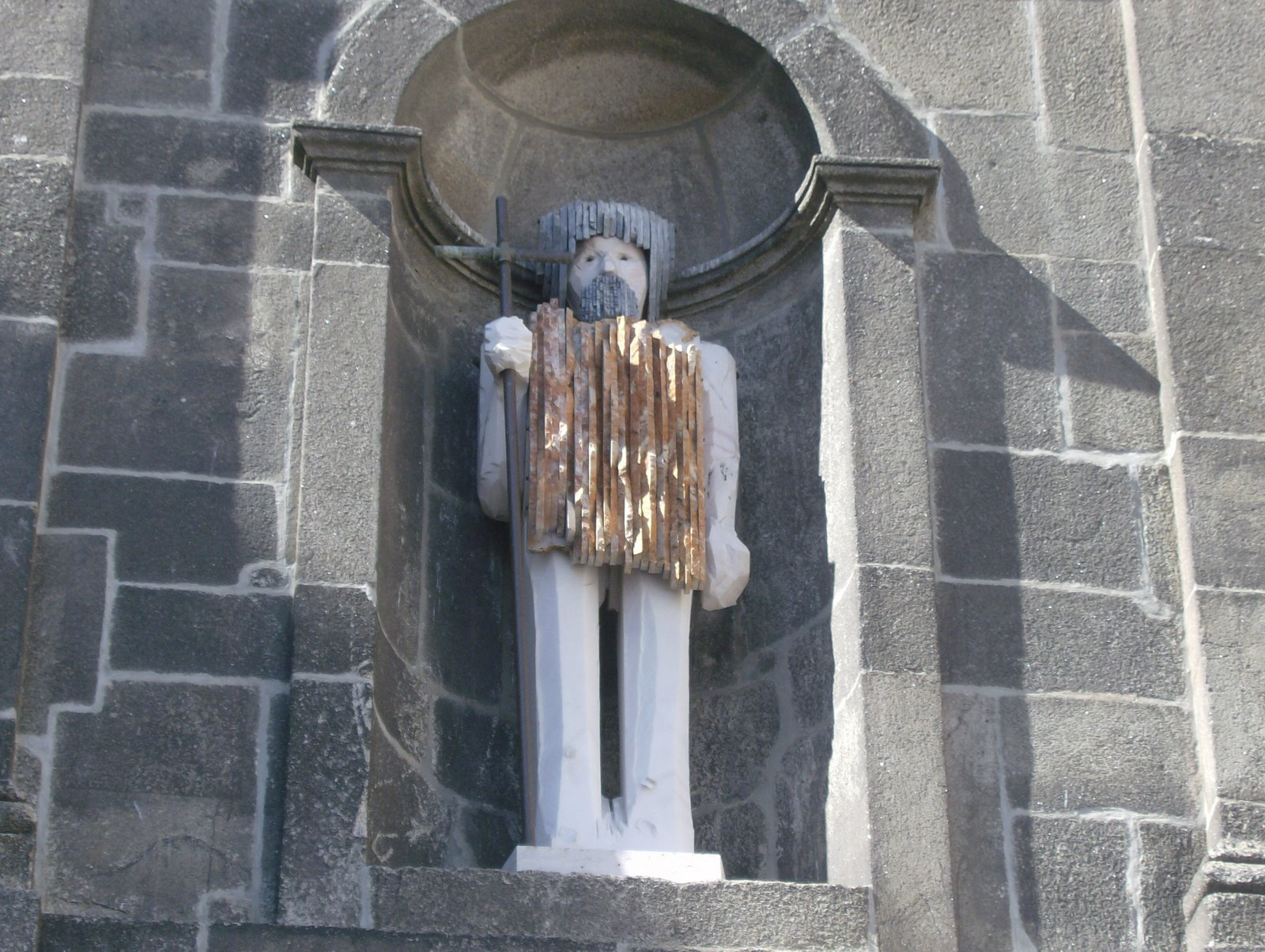
São João Batista de Cutileiro

A Praça da Ribeira é um largo histórico localizado no bairro de São Nicolau, na freguesia atual de Cedofeita, Santo Ildefonso, Sé, Miragaia, São Nicolau e Vitória, numa das zonas mais antigas e típicas da cidade do Porto, em Portugal.
O conjunto urbano da Praça da Ribeira e área envolvente está classificado como Imóvel de Interesse Público desde 1971.

## Origem do nome
A praça foi buscar o seu nome ao cais, em alusão à beira-rio do Porto.

## História
Considerada uma das mais antigas praças da cidade, a Praça e o Cais da Ribeira já eram mencionados em cartas régias de 1389. De origem medieval, quando ali já existia uma grande atividade económica, devido à presença de um porto a poucos quilómetros da foz do rio Douro, foi uma zona de intenso comércio, com tendas de venda e uma lota do peixe.
A Cerca Nova, concluída por volta de 1370, vedou o acesso direto da praça ao rio que passou a ser feito através da Porta da Ribeira, localizada na esquina sudeste da praça. Em 1491, houve um grande incêndio na zona, ao qual se sucedeu um processo de reconstrução, tendo-se optado por casas com colunas e por lajear o piso da praça.
Situada num ponto fulcral para o desenvolvimento comercial, a Praça da Ribeira sempre mereceu a atenção das autoridades responsáveis pelo urbanismo e pela gestão da cidade, pelo que não podia passar despercebida a João de Almada e Melo que, no século XVIII, a reformulou, procurando conferir um cariz monumental a esse espaço. Houve, também, a preocupação de criar um corredor para facilitar o escoamento de produtos e a deslocação de pessoas, que ia da Praça da Ribeira, pela Rua de S. João, Largo de São Domingos, Rua das Flores e finalmente Rua do Almada. O cônsul britânico John Whitehead foi uma das figuras que colaborou na remodelação da praça, propondo a construção de uma arcada que fecharia os lados poente e nascente do espaço uma grande unidade. A norte, a praça seria aberta para as ruas de São João e dos Mercadores. Quanto ao lado sul, seria construída uma ampla escada de acesso à parte superior das Muralhas Fernandinas, criando-se uma área de circulação que dominava simultaneamente o rio e o interior da praça. O programa de remodelação abrangeu também a Porta da Ribeira e a Capela de Nossa Senhora do Ó (que lhe ficava por cima). As obras tiveram o seu início em 1776, encontrando-se parcialmente concluídas em meados da década de 1780. O plano almadino apenas foi concretizado nas frentes norte — com o monumental Chafariz da Rua de São João — e poente. A sul, a muralha acabou por ser derrubada em 1821 e a nascente, as construções medievais sobrevivem até hoje.
Na década de 1980 foram feitas intervenções arqueológicas no local, pondo a descoberto um chafariz do século XVII, no centro da praça. Reconstruído no seu local de origem, o chafariz foi coroado por uma peça escultórica da autoria de José Rodrigues, conhecida vulgarmente por "Cubo da Ribeira". A 24 de junho de 2000 foi inaugurada, no nicho da Fonte da Praça da Ribeira, uma estátua de São João Baptista, da autoria do escultor João Cutileiro.
Atualmente a Praça da Ribeira é um lugar de visita indispensável a quem passa pela cidade, dispondo de muitos restaurantes e espaços de animação noturna.

## Pontos de interesse
- Chafariz almadino da Rua de São João com estátua de São João Batista, da autoria do escultor João Cutileiro.
- Conjunto de casas medievais, do lado nascente da praça.
- "Cubo da Ribeira" de José Rodrigues.
- Rio Douro.

## Acessos
- Estação São Bento (600 m para NE)
- Linhas: ZR, 900, 901 e 906 dos STCP.